# Phascolosoma (Phascolosoma) meteori
Phascolosoma (Phascolosoma) meteori is een soort in de taxonomische indeling van de Sipuncula (Pindawormen).
Het dier behoort tot het geslacht Phascolosoma en behoort tot de familie Phascolosomatidae. De wetenschappelijke naam van de soort werd voor het eerst geldig gepubliceerd in 1904 door Hérubel.